# AS Gabès
Avenir Sportif de Gabès (arabisch المستقبل الرياضي بڨابس, DMG al-Mustaqbal ar-riyāḍī bi-Qābis), oft als AS Gabès oder ASG bezeichnet, ist ein Fußballverein aus Gabès, Tunesien. Der Club wurde 1978 von Hmad Nasfi, einem ortsansässigen Geschäftsmann, gegründet. Das Team spielt in den Farben Rot und Schwarz und spielt in der ersten Liga Tunesiens.
Der Verein trägt seine Heimspiele im Olympiastadion Gabès aus.

## Ligazugehörigkeit
AS Gabès spielte seit der Gründung die meiste Zeit in unterklassigen Ligen, ist aber seit Jahrzehnten ein fester Bestandteil der zweiten Liga. Der Klub verbrachte mehrere Saisons in der Championnat de Tunisie, der höchsten Spielklasse des Landes. Davon drei Saisons durchgehend, von 2016/17 bis 2018/19. Die erste Erstligateilnahme war die Saison 1984/85.

### Erstligasaisons im Überblick
| Saison  | Tabellenplatz                                            | Spiele | Siege | Remis | Niederlagen | Tore. | Gegentore |
| ------- | -------------------------------------------------------- | ------ | ----- | ----- | ----------- | ----- | --------- |
| 1984/85 | 14. (14 Teams)                                           | 26     | 5     | 7     | 14          | 17    | 45        |
| 1995/96 | 14. (14 Teams)                                           | 26     | 6     | 3     | 17          | 15    | 44        |
| 2010/11 | 13. (14 Teams)                                           | 26     | 6     | 6     | 14          | 19    | 38        |
| 2011/12 | 15. (16 Teams)                                           | 30     | 4     | 10    | 16          | 24    | 45        |
| 2014/15 | 15. (16 Teams)                                           | 30     | 5     | 4     | 21          | 21    | 44        |
| 2016/17 | 5. (8 Teams, Hauptrunde Gruppe B) 2. (8 Teams, Play-out) | 28     | 8     | 15    | 5           | 33    | 26        |
| 2017/18 | 10. (14 Teams)                                           | 26     | 7     | 8     | 11          | 25    | 32        |
| 2018/19 | 14. (14 Teams)                                           | 26     | 4     | 7     | 15          | 23    | 42        |
| 2024/25 | 13. (16 Teams)                                           | 30     | 6     | 8     | 16          | 18    | 38        |

## Erfolge
- Zweitligameister (2)
  - 1984, 2016
- Meister in der dritthöchsten Liga (3)
  - 1980, 1987, 1993

## Stadtderby
Für die Fans ist die wichtigste Begegnung des Jahres das Stadtderby gegen Stade Gabèsien, welches als sehr hitziges Spiel gilt. In der Saison 2017/18 wurden nach Ausschreitungen auf dem Platz sieben Spieler für zwei Spiele gesperrt. Es wurden auch Geldstrafen verhängt und das Heimteam (AS Gabès) musste fünf Spiele ohne Zuschauer austragen.